# Sarnath
Sarnath (Hindi सारनाथ IAST Sārnāth) ist ein Ort im Bundesstaat Uttar Pradesh in Indien, 10 Kilometer nördlich von Varanasi. Im Wildpark zu Sarnath lehrte Siddhartha Gautama nach seiner Erleuchtung den Dharma und begründete den Sangha. Der Mönch Kondanna erlangte hier seine Erleuchtung. Neben Bodhgaya, Kapilavastu und Kushinagar gehört Sarnath zu den vier wichtigsten buddhistischen Pilgerzielen.

## Bedeutung

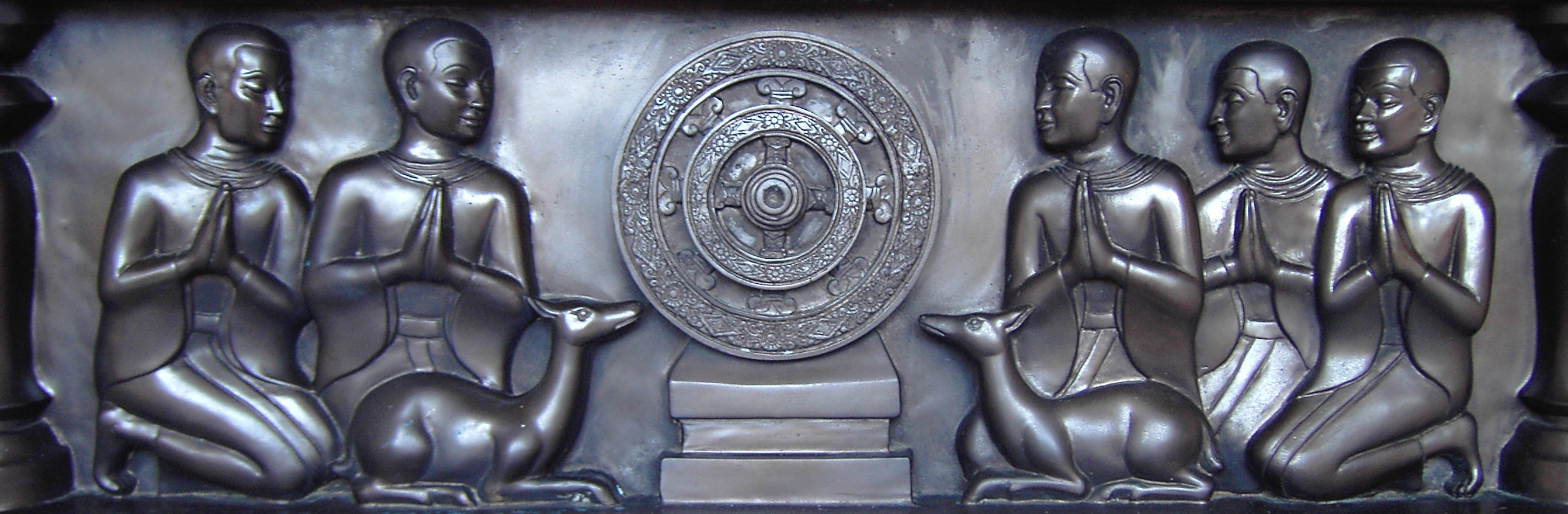
Ausschnitt einer Buddha-Statue im Isipatana Wildpark von Sarnath. Zu sehen sind die ersten fünf Schüler des Buddha, die dem Rad des Dharma ihren Respekt erweisen.

Nachdem Siddhartha Gautama in Bodhgaya 45 B.B.E. (589/525 v. Chr.) seine Erleuchtung erlangte, predigte er im Wildpark (Migadaya) zu Sarnath zum ersten Mal die sogenannten Vier Edlen Wahrheiten (diese enthalten den achtfachen Pfad zum Nirwana) und begründete damit den Buddhismus. (M. 141, Saccavibhanga Sutta)
Die fünf ehemaligen Gefährten aus den Jahren der strengen Askese (Kondanna, Bhaddiya, Vappa, Mahanama und Assaji) wurden bei dieser Gelegenheit vom Buddha zu Mönchen (Bhikkhu) ordiniert und begründeten damit den buddhistischen  Orden (Sangha).
Durch Ausgrabungen des Archaeological Survey of India seit dem frühen 19. Jahrhundert wurde Sarnath als eine der wichtigsten Pilgerstätten für Buddhisten aus aller Welt etabliert. Reste von Stupas, Klöstern und eine der Säulen des Ashoka zeugen von der Bedeutung des Ortes bis zu seiner Zerstörung im 12. Jahrhundert. Sarnath steht auf der Tentativliste Indiens für die Aufnahme in das UNESCO-Weltkulturerbe.

## Sehenswürdigkeiten
In Sarnath befinden sich heute ein Gazellenpark, mehrere buddhistische Tempel, zwei antike Stupas, zahlreiche Klosterruinen, Teile einer Ashoka-Säule, ein Archäologisches Museum, mehrere neuzeitliche Tempel sowie das Zentralinstitut für Tibetische Studien.